# Индиана (линеен кораб, 1941)
Индиана (на английски: USS Indiana (BB-58)) е линеен кораб на САЩ. Това е вторият линкор от типа „Саут Дакота“. Става четвъртият кораб във ВМС на САЩ, наречен в чест на 19-ия щат. Килът на линкора „Индиана“ е заложен на 20 ноември 1939 г. в Нюпорт Нюз, Вирджиния. Корабът е спуснат на вода на 21 ноември 1941 г. Мисис Луис С. Робинс, дъщеря на губернатора на щата Индиана, става кръстница на кораба. На 30 април 1942 г. корабът е въведен в експлоатация, негов първи капитан е кептън (капитан 1-ви ранг) Аарон Стентън Мерил.

## Служба

### Втора световна война
След началото на войната в Тихия океан новият линкор прекосява Панамския канал за поддръжка на американския флот. На 28 ноември 1942 г. „Индиана“ се присъединява към самолетоносача на контраадмирал Ли. В течение на следващите 11 месеца „Индиана“ защитава самолетоносачите на САЩ, а след това поддържа войските на Соломоновите острови.
На 21 октомври 1943 г. линкорът пристига в Пърл Харбър, а 11 ноември със силите за поддръжка, предназначени за нахлуването, отплава за островите Гилбърт. Линкорът прикрива защитил самолетоносачите, които поддържат морските пехотинца по време на десанта на Тарава.
В края на януари 1944 г., в течение на осем дни, „Индиана“ бомбардира Куаджалин, на 1 февруари отплава за Маршаловите острови. Маневрирайки през нощта при дозареждане, BB-58 се сблъсква с линкора „Вашингтон“ (USS Washington (BB-56)), при това загиват няколко души от екипажа. Временен ремонт на десния борд е проведен на атола Маджуро, и на 13 февруари линкорът се връща в Пърл Харбър за допълнителен ремонт. Капитанът на „Индиана“ признава своята грешка, и взема върху себе си отговорността за сблъсъка. На 23 февруари адмирал Честър Нимиц го снема от командването на линкора, назначавайки на неговото място капитан Томас Пейтън.
„Индиана“ се присъединява към оперативната група 58 (TF 58) за атаката на атола Трук на 29 – 30 април. На 1 май линкорът бомбардира остров Понапе. През юни 1944 г. „Индиана“, в състава на голямо съединение на американския флот, се насочва за поддръжка на нахлуването на Марианските острови. На 13 – 14 юни той бомбардира остров Сайпан. на 15 юни, отбивайки въздушните атаки на японците, зенитните батареи на „Индиана“ свалят няколко вражески самолета.
Японският авионосен флот достига Марианските острови, с цел да отрази атаката на американците. „Индиана“, в състава на линейното съединение на вицеадмирал Уилис А. Ли се насочва насреща на японците. На 19 юни двата големи флота се приближават един към друг и започва „Сражението във Филипинско море“ – най-голямото въздушно сражение на палубните авиации. Палубните изтребители F6F на ВМС на САЩ, свалят около 400 японски самолета. Един от пилотите на „Лексингтън“ казва: „По дяволите, това ми напомня на добрия стар лов на пуйки!“ Оттогава това сражение става известно, като „лова на пуйки“. Подводните лодки на вицеадмирал Марк А. Мичер потопяват три японски самолетоносача, включая „Шокаку“ и чисто новия „Тайхо“.
В хода на сраженията „Индиана“ унищожава няколко самолета и получава две торпедни попадения. Сражението във Филипинско море завършва с решителна победа на ВМС на САЩ. „Индиана“ остава в морето в течение на 64 дни, поддържайки нахлуването на Марианските острови.
През август „Индиана“ влиза в оперативната група 38.3 (TG 38.3), бомбардирайки островите Палау и Филипини.
На 12 – 30 септември линкорът бомбардира бреговите укрепления на японците, помагайки за подготовка на нахлуването на остров Лейте. След това корабът отплава от Филипините и на 23 октомври пристига в щата Вашингтон. Във военноморската корабостроителница в Бремъртън линкорът преминава модернизация, в резултат на която е поставено допълнително зенитно въоръжение. По тази причина „Индиана“ не взема участие в главното сражение в залива Лейте. След края на модернизацията „Индиана“ се насочва за Пърл Харбър.
На 12 декември пристигайки в Пърл Харбър, „Индиана“ започва учебна подготовка. На 10 януари 1945 г. флот от линкори и крайцери отплава от базата, и на 24 януари бомбардира атола Иво Джима. „Индиана“ близо до атола Улити се присъединява към съединението TF 58, и на 10 февруари се насочва за атаката над Иво Джима.
Линкорът поддържа самолетоносачите по време на рейдовете им над Токио на 17 февруари, и над Иво Джима на 25 февруари. „Индиана“ поддържа авионападението над Окинава, след това се връща в базата. На 5 март се връща на Улити за попълване на запасите.
„Индиана“ на 14 март отплава от Улити за решаващото сражение за Окинава, и до юни поддържа операциите против японските войски на Окинава. Въздушните нападения помагат да се сломи съпротивата на японците. „Индиана“ отразява нападения на японски камикадзе, които се опитват отчаяно да спрат приближаващото поражение. В началото на юни линкорът преживява силен тайфун, след което, на 13 юни, се насочва към Сан Педро.
В състава на съединението TG 38.1, „Индиана“ се намира в морето от 1 юли до 15 август, поддържайки авиоударите срещу Япония, и бомбардирайки крайбрежни цели с оръдията на главния калибър. След капитулацията на Япония линкорът пристига в Токийския залив на 5 септември, и девет дни по-късно отплава за Сан Франциско, Калифорния, където пристига на 29 септември.

## След войната
С връщането си в САЩ скоро след капитулацията на Япония, „Индиана“ е изведен в резерва, през септември 1946 г., и формално е отписан след една година от флота. Линкорът остава в резерв над 15 години, а на 6 септември 1963 г. е продаден за скрап. Носът на „Индиана“, гротмачтата и оръдия са поставени на Мемориалния Стадион на Университета на Индиана. Котва на кораба се намира на територията на военния Мемориал на окръг Алън Колизей във Форт Уейн. Камбаната на кораба се намира във Военноморския арсенал в Индианаполис, щата Индиана, други реликви от кораба се демонстрират в различни музеи и училища в Индиана. Носът на „Индиана“ по-рано е поставен на паркинг в Бъркли, Калифорния, но през юли 2013 г. е преместен на Мемориалния Стадион на Университета на Индиана.

## Коментари
1. ↑  Всички данни са проектни.